# شهر گربه‌ها
شهر گربه‌ها فیلمی به کارگردانی و نویسندگی و تهیه کنندگی سید جواد هاشمی است. این فیلم از چهارشنبه سوم آذر ۱۴۰۰ روانه پرده سینماهای سراسر کشور شد.

## خلاصه داستان
گربه‌های گربستان به طمع رسیدن به آرزوهای خود قصد دارند با شرکت در مسابقه‌ای که دسیسه مشاور حاکم شهر گربه هاست شرکت و به شهر گربه‌ها عزیمت کنند غافل از اینکه حاکم به کمک تحقیقات و کشفیات گرفسور تصمیم دارد عمر آنها را گرفته و به خودش اضافه کند حاکم شهر گربه‌ها با این کار بیشتر از همه گربه‌ها عمر خواهد کرد اما شنگول و گربه‌های دیگر با نقشه ای به کمک گرفسور که تحت فشارهای حاکم خسته شده‌است سرانجام موفق می‌شوند عمرهای گرفته شده را از حاکم پس گرفته و به گربه‌ها بازگردانند.

## بازیگران
- علیرضا خمسه
- رضا بنفشه‌خواه
- امین زندگانی
- مریم سعادت
- یوسف تیموری
- میرطاهر مظلومی
- الیکا عبدالرزاقی
- نیوشا ضیغمی
- فرهاد آییش
- امیر غفارمنش
- داریوش موفق
- محمدهادی عطایی
- سعید بحرالعلومی
- ایرج طایفه
- علی شایانفر
- فرزانه زهره‌وند
- ساناز نادری
- داریوش پیرو